# The Decemberists
The Decemberists — Американская рок-группа, образованная Колином Мелоем в 2001 году в Портленде, штат Орегон, США. Названа в честь восстания декабристов в России в декабре 1825 года.
Музыканты используют такие экзотические для американской рок-сцены инструменты, как орган и аккордеон, гармоника и виолончель.

## История
Дебют группы с EP «5 Songs» состоялся в 2001 году.
После выхода третьего альбома «Picaresque» группа получает контракт с одним из крупнейших лейблов Capitol Records, на котором записывает в 2006 году, альбом «The Crane Wife». Его релиз состоялся 3 октября 2006 года. Тем не менее, группа остаётся присоединённой к Kill Rock Stars, на котором вышли их предыдущие два альбома, и Omnibus, а также полное собрание всех композиций группы Tarkio, в которой играл лидер группы Колин Мелой до The Decemberists.
В 2005 году группа опубликовала свои композиции и видео в интернете, которые в марте 2005 стали лидерами по числу скачиваний использованием протокола BitTorrent среди подобных файлов. На конец 2007 г. имеет около 16 млн. прослушиваний на last.fm, что на 5 млн больше Britney Spears и на 2 млн больше, чем Madonna.
Музыканты используют такие экзотические для американской рок-сцены инструменты, как орган и аккордеон, гармонику и виолончель.
Титульная композиция альбома под названием «The Crane Wife» разбита на 3 части и основана на японской народной сказке. Колин Мелой утверждает, что прочёл её, работая в книжном магазине.
Альбом «The King Is Dead» вышел 18 января 2011 года, на нём группа возвращается к простым песенным формам. В записи принимал участие Питер Бак из R.E.M.
2 февраля занял первое место в Billboard 200.

## Участники

### Нынешние
- Колин Мелой (Colin Meloy) — вокал, гитара
- Нэйт Куэри (Nate Query) — бас
- Джон Моэн (John Moen) — ударные,
- Крис Фанк (Chris Funk) — гитара, банджо, металлофон, терменвокс
- Дженни Конли (Jenny Conlee) — орган, аккордеон, мелодика, вокал

### Бывшие
- Джесси Эмерсон — бас
- Эзра Холбрук — ударные
- Рахель Блумберг (Rachel Blumberg) ударные, вокал
- Дэвид Лангенес — гитара
- Петра Хейден (Petra Haden) — скрипка, вокал, дочь басиста Чарли Хейдена (Charlie Haden)

## Дискография

### Альбомы
- Castaways and Cutouts LP (Hush release 2002, Kill Rock Stars reissue 2003)
- Her Majesty the Decemberists LP (Kill Rock Stars, 2003)
- Picaresque LP (Kill Rock Stars, 22 марта, 2005)
- The Crane Wife LP (Capitol Records, 3 октября, 2006)
- Hazards of Love LP (Capitol Records, 24 марта, 2009)
- The King Is Dead LP (Rough Trade, 18 января, 2011)
- What a Terrible World, What a Beautiful World (2015)
- I’ll Be Your Girl (2018)
- As It Ever Was, So It Will Be Again (2024)

### Синглы
- 5 Songs EP (self-released 2001, Hush reissue 2002)
- The Tain EP (Acuarela Discos, 2004)
- Billy Liar CD Single (Kill Rock Stars, 2004)
- 16 Military Wives CD/7" Single (Rough Trade, 2005)
- Picaresqueities EP (Kill Rock Stars, 25 апреля, 2006)

## Другие песни
When the War Came — песня о блокадном Ленинграде из альбома The Crane Wife.